# Hadewych Minis
Hadewych Minis est une actrice, chanteuse et auteure-compositrice-interprète néerlandaise, née le 5 janvier 1977 à Maastricht.

## Biographie
Elle fut étudiante à l'Académie de théâtre de Maastricht[réf. nécessaire].

## Filmographie partielle
- 2003 : Phileine zegt sorry de Robert Jan Westdijk
- 2005 : Diep de Simone van Dusseldorp
- 2007 : Nadine d'Erik de Bruyn
- 2007 : Moordwijven de Dick Maas
- 2009 : My Queen Karo de Dorothée Van Den Berghe
- 2010 : Majesteit de Peter de Baan
- 2010 : Two Eyes Staring (Zwart Water) de Elbert van Strien
- 2012 : Mike dans tous ses états (De groeten van Mike!) de Maria Peters
- 2013 : Borgman d'Alex van Warmerdam
- 2015 : Bloed, zweet & tranen de Diederick Koopal
- 2016 : Toni Erdmann de Maren Ade

## Discographie

### Albums studios
- 2013 : Hadewych Minis (sorti le 20 avril 2013)[1]
- 2014 : The Truth and Nothing but the Truth (sorti le 3 octobre 2014)[2]

## Vie privée
Depuis 2012, elle est mariée avec l'acteur Tibor Lukács.